# Smolan, Kansas
Smolan, Kansas (енгл. Smolan) град је у америчкој савезној држави Канзас.

## Демографија
По попису из 2010. године број становника је 215, што је 3 (-1,4%) становника мање него 2000. године.
| Група             | 2000.       | 2010.       |
| Белци             | 205 (94,0%) | 193 (89,8%) |
| Афроамериканци    | 1 (0,5%)    | 0 (0,0%)    |
| Азијати           | 0 (0,0%)    | 8 (3,7%)    |
| Хиспаноамериканци | 12 (5,5%)   | 10 (4,7%)   |
| Укупно            | 218         | 215         |